# Arichanna tientsuena
Arichanna tientsuena là một loài bướm đêm trong họ Geometridae.